# Frederik Willem III van Sleeswijk-Holstein-Sonderburg-Beck
Frederik Willem III van Sleeswijk-Holstein-Sonderburg-Beck (4 november 1723 - Praag, 6 mei 1757) was van 1749 tot aan zijn dood hertog van Sleeswijk-Holstein-Sonderburg-Beck. 

## Levensloop
Frederik Willem III was de zoon van hertog Frederik Willem II van Sleeswijk-Holstein-Sonderburg-Beck en diens tweede echtgenote Ursula Anna, dochter van burggraaf Christoph I von Dohna-Schlodien. In 1749 volgde hij zijn vader op als hertog van Sleeswijk-Holstein-Sonderburg-Beck.
Frederik Willem was kolonel in het Pruisische leger en commandant van het 46ste Fusiliersregiment. Ook was hij Amtshauptmann van Brandenburg an der Havel. In mei 1757 sneuvelde hij op 33-jarige leeftijd in de Slag bij Praag tijdens de Zevenjarige Oorlog.
Frederik Willem III was ongehuwd en kinderloos gebleven. Hij werd als hertog van Sleeswijk-Holstein-Sonderburg-Beck opgevolgd door zijn oom Karel Lodewijk.